# Поуско
Поуско (алб. Pouskë) је насељено место у општини Призрен, на Косову и Метохији. Према попису становништва из 2011. у насељу је живело 684 становника.

## Положај
Поуско се налази у близини тврђаве Вишеграда (стара утврда изнад Призрена) и манастира Свети Арханђели („Душанов Град“). Поуско је типично насеље разбијеног типа.

## Становништво
Према попису из 2011. године, Поуско има следећи етнички састав становништва:
| Националност | 2011.        |
| Бошњаци      | 684 (100,0%) |
| Укупно       | 684          |

| Демографија | Демографија | Демографија |
| Година      | Становника  | Становника  |
| ----------- | ----------- | ----------- |
| 1948.       | 341         |             |
| 1953.       | 383         |             |
| 1961.       | 423         |             |
| 1971.       | 529         |             |
| 1981.       | 426         |             |
| 1991.       | 549         |             |
| 2011.       | 684         |             |

### Презимена
Фамилије у њему носе презимена Демири, Панџи, Скендери, Арифи, Имери и друга.